# Имеретинская
Имеретинская — станица в муниципальном образовании «город Горячий Ключ» Краснодарского края. Административный центр Имеретинского сельского округа. 

## География
Станица расположена в лесной предгорной зоне, в верховьях реки Марта (впадает в Краснодарское водохранилище), в 20 км к востоку от станицы Саратовская и в 25 км к северо-востоку от города Горячий Ключ.

## История
Станица основана в 1864 году. 

## Население
| 2002 | 2010  |
| ---- | ----- |
| 1414 | ↗1609 |

## Известные жители
- Мануйлов, Николай Данилович (1927—1987) — советский строитель, монтажник, Герой Социалистического Труда.